# Eugaster mathiasi
Eugaster mathiasi är en insektsart som beskrevs av Bleton 1942. Eugaster mathiasi ingår i släktet Eugaster och familjen vårtbitare. Inga underarter finns listade i Catalogue of Life.